# Natalia Zabolotnaya
Natalia Zabolotnaya est une haltérophile russe née le 15 août 1985 à Salsk, dans l'oblast de Rostov. Médaillée d'argent aux jeux olympiques de 2012, elle est disqualifiée à la suite d'un contrôle antidopage positif au turinabol, et perd sa médaille.

## Palmarès

### Jeux olympiques
- Jeux olympiques de 2008 à Pékin
  -  Médaille d'argent en moins de 75 kg
- Jeux olympiques de 2012 à Londres
  -  Médaille d'argent en moins de 75 kg Disqualifiée.

### Championnats du monde d'haltérophilie
- Championnats du monde d'haltérophilie 2005 à Doha
  -  Médaille d'argent en moins de 75 kg.
- Championnats du monde d'haltérophilie 2007 à Chiang Mai
  -  Médaille d'argent en moins de 75 kg.
- Championnats du monde d'haltérophilie 2010 à Antalya
  -  Médaille d'argent en moins de 75 kg.

### Championnats d'Europe d'haltérophilie
- Championnats d'Europe d'haltérophilie 2003 à Loutraki
  -  Médaille d'or en moins de 75 kg.
- Championnats d'Europe d'haltérophilie 2006 à Władysławowo
  -  Médaille d'or en moins de 75 kg.
- Championnats d'Europe d'haltérophilie 2008 à Lignano Sabbiadoro
  -  Médaille d'or en moins de 75 kg.
- Championnats d'Europe d'haltérophilie 2009 à Bucarest
  -  Médaille d'or en moins de 75 kg.
- Championnats d'Europe d'haltérophilie 2010 à Minsk
  -  Médaille d'or en moins de 75 kg.
- Championnats d'Europe d'haltérophilie 2011 à Kazan
  -  Médaille d'argent en moins de 75 kg.